# Zsótér-ház
A Zsótér-ház (Szeged, Széchenyi tér 9.) a város főterének jellegzetes, műemléki védelem alatt álló, klasszicista stílusú épülete. Fő homlokzata a Széchenyi térre néz, északról a Kossuth Lajos sugárút, nyugatról a Feketesas utca, délről a Kiss Ernő utca határolja. 

## Az épület története
A telket 1840-ben Dercsényi Pál vásárolta meg, hogy testvérével, Jánossal közös vállalkozásuk szesz- és keményítőgyárat emeljen rajta. A cipszer származású Dercsényi-testvérek gazdag és tekintélyes polgárok voltak Szegeden, János (1802–1863) díszpolgári címet is kapott, a vállalkozás azonban 1842-ben csődbe ment. Az épületet, melyből még csak a déli szárny és a tér felé néző szárny egy része állt, Zsótér János (1788–1861) görög származású hajósgazda, gabonakereskedő vette meg 1842-ben, és gabonaraktár céljaira folytatta felépítését. A tulajdonos fia, Zsótér Andor (1824–1906) üzletember, földbirtokos az 1848–49-es szabadságharcban hadnagyként szolgált. A házat a harcok idején laktanyává és hadikórházzá alakította, majd befogadta a menekülő Szemere-kormányt. 1849. július 14-én ebben az épületben írta alá Kossuth Lajos és Nicolae Bălcescu a magyar-román megbékélési nyilatkozatot, illetve július 28-án itt fogadta el az országgyűlés a nemzetiségekről és a zsidók egyenjogúsításáról szóló törvényeket. 
A ház Zsótér Andor egyre népesebb családjának lakóhelyéül is szolgált, jelentősebb bővítése 1856 és 1870 között zajlott. A tulajdonos aktív közéleti személyiség volt, házában rendszeresen vendégeskedtek művészek, politikusok és hírlapírók. Az 1878-ban támogatásával indult Szegedi Napló munkatársaként Mikszáth Kálmán is Zsótér baráti köréhez tartozott. Az író az 1879-es szegedi árvíz éjszakáján is a ház vendége volt. A déli szárny egy emeleti ablakából szeme elé táruló látványt írta meg a katasztrófáról szóló híradásában.
Az épület különböző részeiben rendszeresen bérlemények voltak: 1872 és 1883 között törvényszék és ügyészség is működött benne, a földszinten több vendéglátóipari egységet – éttermet, kávéházat, sörözőt – nyitottak. Itt jelent meg Szegeden az új találmány, a mozgófilm. Az ingatlant Zsótér Andor örököseitől 1911-ben Bach Jenő és testvérei vásárolták meg, és az udvar befedésével keletkezett teremben filmszínházat nyitottak Korzó Mozi néven, melyben egyéb kulturális rendezvényeket is rendeztek. Itt volt Ady Endre egyik utolsó nyilvános szereplése 1917. szeptember 30-án a szegedi írók Tömörkény-matinéján. 1918. december 29-én Kassák Lajos Ma c. folyóiratának Juhász Gyula bevezetőjével rendezett matinéján saját műveit zongorázta Bartók Béla.
1926-ban a város megvásárolta az épületet, melynek különböző részei – ahogy ma is – különböző funkciókat láttak el. A mozi a szocializmus évtizedeiben Vörös Csillag néven működött. A rendszerváltás után visszakapta a Korzó Mozi nevet, de a Pláza üzletházban működő multiplex mozi megnyitásával a belvárosban kihasználatlanná váltak a hagyományos filmszínházak, és a lebontott Fáklya Mozi után 2003-ban a Korzó Mozi is bezárt.
Az 1970 óta állami tulajdonú épületnek a mozi által használt része 2006-ban önkormányzati tulajdonba került, hogy benne méltó elhelyezést nyerjen az 1969 óta ideiglenes székházban – visszaszolgáltatandó egyházi ingatlanban – működő Szegedi Szimfonikus Zenekar. A Zsótér-házban kialakított, 2007. augusztus 20-án átadott Korzó Zeneház elnevezése az egykori mozira utal; tervezését Tuskó Tibor, belsőépítészeti munkáit Koczor György irányította. A nagyterem a próbatermi funkción túl kamarakoncerteknek is otthont ad, előterében látható Kass János A zenélők c. alkotása.
Az épület mai külső képét a 2014-ben befejeződött felújításkor nyerte. Legnagyobb részében a Magyar Államkincstár területi igazgatósága működik. Az államtól bérli helyiségeit a patinás Szeged étterem és a K&H Bank fiókja.